# Старое Альметьево (Муслюмовский район)
Ста́рое Альме́тьево (тат. Иске Әлмәт) — деревня в Муслюмовском районе Республики Татарстан, в составе Амикеевского сельского поселения.

## География
Деревня находится на реке Калмия, в 42 км к северо-востоку от районного центра, села Муслюмово и в 8 км от административного центра, села Амикеево.

## История
В окрестностях деревни выявлен археологический памятник – Староальметьевская стоянка (срубная культура).
Деревня основана в первой половине XVIII века. В дореволюционных источниках упоминается также под названием Ельметьева.
В XVIII–XIX веках жители относились к категории башкир-вотчинников. Их основные занятия в этот период – земледелие и скотоводство, были распространены пчеловодство, валяльный промысел.
По сведениям 1870 года, в деревне функционировали мечеть, мектеб, 2 водяные мельницы, начала XX века – 2 водяные мельницы, мечеть. В этот период земельный надел сельской общины составлял 2606,2 десятины.
До 1920 года деревня входила в Амикеевскую волость Мензелинского уезда Уфимской губернии. С 1920 года в составе Мензелинского кантона ТАССР. С 10 августа 1930 года – в Муслюмовском, с 10 февраля 1935 года – в Калининском, с 12 октября 1959 года – в Муслюмовском, с 1 февраля 1963 года – в Сармановском, с 12 января 1965 года в Муслюмовском районах.

## Население
| 1795 | 1811 | 1816 | 1834 | 1859 | 1870 | 1906 | 1913 | 1920 | 1926 | 1938 | 1949 | 1958 | 1970 | 1979 | 1989 | 2002 | 2010 | 2017 |
| ---- | ---- | ---- | ---- | ---- | ---- | ---- | ---- | ---- | ---- | ---- | ---- | ---- | ---- | ---- | ---- | ---- | ---- | ---- |
| 33   | 45   | 44   | 110  | 232  | 270  | 519  | 628  | 644  | 396  | 554  | 415  | 371  | 411  | 315  | 159  | 107  | 96   | 91   |

Национальный состав села: татары.

## Экономика
Жители занимаются полеводством, мясо-молочным скотоводством.

## Объекты медицины и культуры
В деревне действуют клуб, фельдшерско-акушерский пункт.